# Shangcheng (Hangzhou)
Der Stadtbezirk Shangcheng (chinesisch 上城區 / 上城区, Pinyin Shàngchéng Qū – „Oberstadt“) ist ein Stadtbezirk der Unterprovinzstadt Hangzhou, der Hauptstadt der Provinz Zhejiang in der Volksrepublik China. Er hat eine Fläche von 119,9 km² und zählt 1.323.467 Einwohner (Stand: Zensus 2020).

## Administrative Gliederung
Auf Gemeindeebene setzt sich der Stadtbezirk aus sechs Straßenvierteln zusammen. Diese sind: 
- Straßenviertel Qingbo 清波街道
- Straßenviertel Hubin 湖滨街道
- Straßenviertel Xiaoying 小营街道
- Straßenviertel Nanxing 南星街道
- Straßenviertel Ziyang 紫阳街道
- Straßenviertel Wangjiang 望江街道